# Ullmann condensación
La Ullmann condensación o  Síntesis de éter de Ullmann es una variación de la reacción de Ullmann, en el que un fenol está acoplado a un arilo haluro para crear un éter de diarilo en presencia de un cobre compuesto, nombrado por el químico alemán Fritz Ullmann (1875–1939). La correspondiente anilina o aril amida reacción a veces se llama reacción Goldberg, el nombre de Irma Goldberg.
Un ejemplo es la síntesis de fenil éter p-nitrofenil
Un polvo activo de cobre se requiere para esta reacción que se puede preparar por la reducción de sulfato de cobre por zinc metal en el agua caliente y causa la precipitación de cobre elemental.
La reacción requiere a menudo un alto punto de ebullición de disolventes polares tales como N-metilpirrolidona, nitrobenceno o dimetilformamida y las altas temperaturas (a menudo en exceso de 210 °C) con estequiométricas cantidades de cobre. El haluro de arilo se activa por grupos aceptores de electrones o lleva un ácido carboxílico en el grupo aromático en posición orto. El campo de investigación fue revitalizado con la introducción de las reacciones catalíticas de cobre  en 2001-2003 usando hasta 0,1 equivalentes de cobre yoduro, base y una diamina.

## Reacción Goldberg
Un ejemplo de una reacción de Goldberg es la síntesis de ácido fenámico, un intermedio de acridona a través de la reacción de Goldberg:
Una reacción de aminación aromática de tipo Ullmann entre un yoduro de arilo y una amina de arilo como socios de acoplamiento ha sido publicado. El catalizador utilizado se forma a partir de cobre (I) yoduro y fenantrolina. Como esta reacción se desarrolla bien con un yoduro de arilo rico en electrones es una valiosa alternativa a la reacción de aminación de Buchwald-Hartwig, lo que da mejores rendimientos con haluros de arilo pobre en electrones.
El ámbito de aplicación se extiende a amidas  por ejemplo, en la síntesis de esta Campamentos ciclación precursor:

## Reacción Hurtley
El nucleófilo puede ser también de carbono como en un carbanión en la reacción Hurtley.
En el ámbito original del areno fue ácido 2-bromobenzoico, el carbono nucleófilo un éster malónico y otros compuestos dicarbonilo y la base de etóxido de sodio.